# Козловський Микола Павлович
Мико́ла Па́влович Козловський (*28 жовтня 1956, с. Лобачівка, Україна — 24 травня 2020) — український лісівник, член-кореспондент НАН України (2018), доктор біологічних наук, старший науковий співробітник. Директор Інституту екології Карпат НАН України. Академік Лісівничої академії наук України.

## Біографія
Козловський Микола Павлович народився 28 жовтня 1956 року у селі Лобачівка Горохівського району Волинської області. У 1979 році закінчив Львівський державний університет імені І. Франка (тепер — Львівський національний університет імені Івана Франка) за спеціальністю «Зоологія і ботаніка», здобувши кваліфікацію «Біолог, викладач біології та хімії».
Наукову діяльність Козловський М. П. розпочав 1979 року в Львівському відділенні Інституту ботаніки ім. М. Г. Холодного АН УРСР на посаді інженера відділу біогеоценології. З 1986 по 1989 роки працював на посаді молодшого наукового, а в 1989—1993 роках — наукового співробітника цього інституту. В 1989 році захистив кандидатську дисертацію на тему «Нематодні комплекси грабових дібров верхів'я басейну Дністра та їх біогеоценотична роль». На посаді старшого наукового співробітника Інститут екології Карпат НАН України Козловський М. П. працює з 1993 року.
Вчене звання — старший науковий співробітник отримав у 2000 році в Інституті екології Карпат НАН України за спеціальністю «Екологія». Дисертаційну роботу на тему «Біоіндикаційні властивості фітонематодних угруповань наземних екосистем Карпатського регіону» захистив у 2007 році в Дніпропетровському національному університеті. Доктор біологічних наук за спеціальністю 03.00.16 — екологія. Від 2007 року виконував обов'язки директора Інституту екології Карпат, а від 2009 року був директором цієї установи.
Науковий стаж роботи становить 35 років. Керівництво аспірантурою Козловський М. П. здійснював від 2003 року. Вільно володів німецькою, польською й російською мовами.

## Наукові праці
Загалом, Козловський М. П. опублікував понад 180 наукових праць у галузі екології, екосистемології, охорони біорізноманіття, ґрунтової зоології, нематодології, паразитології. Запропонував методику оцінювання змін функціональної організації угруповань ґрунтових нематод, класифікацію нематодних комплексів, описав їхні біоіндикаційні властивості й значення у функціонуванні екосистем. Є автором і співавтором ряду монографій:
- «Фітонематоди наземних екосистем Карпатського регіону»;
- «Антропогенні зміни біогеоценотичного покриву в Карпатському регіоні»;
- «Екологічна ситуація на північно-східному макросхилі Українських Карпат»;
- «Екологічний потенціал наземних екосистем»;
- (рос.) «Экология и фауна почвенных беспозвоночных Волыно-Подолья»;
- «Концептуальні засади сталого розвитку гірського регіону».

Серед наукових публікацій та монографій слід виділити такі:
- Козловський М. П. Вільноживучі нематоди як біоіндикатор якісного стану ґрунтів // Науковий вісник Львівського університету. Серія географія. — Випуск 25. — Львів, 1999. — С. 130—131.
- Козловський М. П. Біотичне різноманіття ґрунтових фітонематод рослинних поясів Українських Карпат // Науковий вісник Львівського університету. Серія біологія. — 2002. — Випуск 28. — С. 218—231.
- Козловський М. П. Оцінка функціональної організації ґрунтових безхребетних на основі фітонематодних угруповань // Науковий вісник Львівського університету. Серія біологія. — 2002. — Випуск 31. — С. 146—154.
- Козловський М. П. Особливості формування та збереження угруповань ґрунтових безхребетних тварин у міських екосистемах // Науковий вісник: Проблеми урбоекології та фітомеліорації. — Львів: УкрДЛТУ. — 2003. — Випуск 13.5. — С. 153—157.
- Козловський М. П. Класифікація фітонематодних комплексів первинних і вторинних наземних екосистем Українських Карпат й перспективи її практичного використання // Науковий вісник Львівського університету. Серія біологія. — 2006. — Випуск 41. — С. 54-62.
- Козловський М. П. Стовбурові нематоди як чинник зниження стійкості та всихання смереки // Лісове господарство, лісова, паперова і деревообробна промисловість. — Випуск 30. — Львів: НЛТУ України, 2006. — С. 321—326.
- Козловський М. П. Збереження біорізноманіття ґрунтових нематод у похідних екосистемах і шляхи формування в них нефітопатогенних комплексів // Наукові записки Державного природознавчого музею. — 2007. — Том 23. — С. 55-64.
- Козловський М. П. Вплив рекреації на формування та процеси розкладу підстилки в ялицевих дібровах // Науковий вісник Львівського університету. — Випуск 16.8. — Львів: НЛТУ України, 2007. — С. 42-45.
- Козловський М. П. Фітонематоди наземних екосистем Карпатського регіону. — Львів, 2009. — 316 с.
- Козловський М. П., Білецький Ю. В. Мезофауна соснових лісів Шацького національного природного парку. — Луцьк: Вежа-Друк, 2018. — 140 с.